# Турко, Николо
Николо Турко (итал. Nicolò Turco; род. 15 января 2004, Тортона, Пьемонт) — итальянский футболист, нападающий клуба «Ред Булл», выступающий на правах аренды за клуб «Милан Футуро».

## Клубная карьера
Турко — воспитанник клубов «Дженоа» и «Ювентус». Летом 2023 года игрок перешёл в австрийский «Ред Булл Зальцбург», где присоединился в дублирующей команде. 28 июля в матче против «Дорнбирн 1913» он дебютировал во Второй Бундеслиге Австрии.

## Международная карьера
В 2023 году Турко в составе юношеской сборной Италии выиграл молодёжный чемпионат Европы на Мальте. На турнире он сыграл в матчах против сборных Мальты, Польши, Испании и Португалии.

## Достижения
Международные
 Италия (до 19)
- Победитель юношеского чемпионата Европы — 2023